# Лабош, Андрей
Андрей Лабош (русин. Андрей Лабош; 6 ноября 1826, Шид, Воеводина, Австрийская империя (ныне Сербия) — 3 января 1918, село Руски-Крстур, Воеводина (ныне Сербия)) — русинский церковный и общественный деятель, поэт.

## Биография
Выпускник Загребской русинской грекокатолической семинарии. Во время учёбы заинтересовался чешской и польской литературами, участвовал в иллирийском движении, писал поэзию.
Его стихотворение «Slavia» было опубликовано в альманахе «Бачка вила» (Нови Сад, первая половина 1840-х годов)э
В ноябре 1852 был рукоположен. В 1853—1860 годах служил священником в Далмации в с. Врлика (ныне Хорватия), в 1860—1864 и 1876—1878 годах — в Нови Саде, где 1862 году открыл церковную школу, работавшую до 1921 г., в 1864—1876 и 1878—1912 — в с. Русский Крстур.
Отец Андрея и Владислава Лабошей.